# North American FJ-2/-3 Fury
Cet appareil ne doit pas être confondu avec le Hawker Sea Fury, un avion à hélice britannique contemporain.
Les North American FJ-2 et FJ-3 Fury étaient deux chasseurs à ailes en flèche embarqués utilisés par l'US Navy et l'US Marine Corps.
Conçu par le constructeur américain North American Aviation, le FJ-2 résultait d'un effort pour navaliser le F-86 Sabre de l'US Air Force. Ces avions étaient dotés d'ailes repliables et d'une jambe de train d'atterrissage avant plus longue, conçue pour augmenter l'angle d'attaque de l'avion au lancement et pour recevoir un amortisseur oléopneumatique (en) plus long, permettant d'absorber avec plus d'efficacité les chocs des atterrissages violents sur les ponts des porte-avions.
Bien que partageant une désignation de l'US Navy assez proche de celle de son prédécesseur, le FJ-1 Fury à ailes droites, les FJ-2 et FJ-3 étaient des avions complètement différents (Et le FJ-4 Fury fut lui encore une complète révision structurelle du FJ-3). Le FJ-2 fut l'un des avions utilisés pour évaluer la première catapulte à vapeur installée sur un porte-avions de la marine américain. Il a également été le premier avion à réaction à effectuer une campagne opérationnelle en mer.

## Conception et développement

### FJ-2

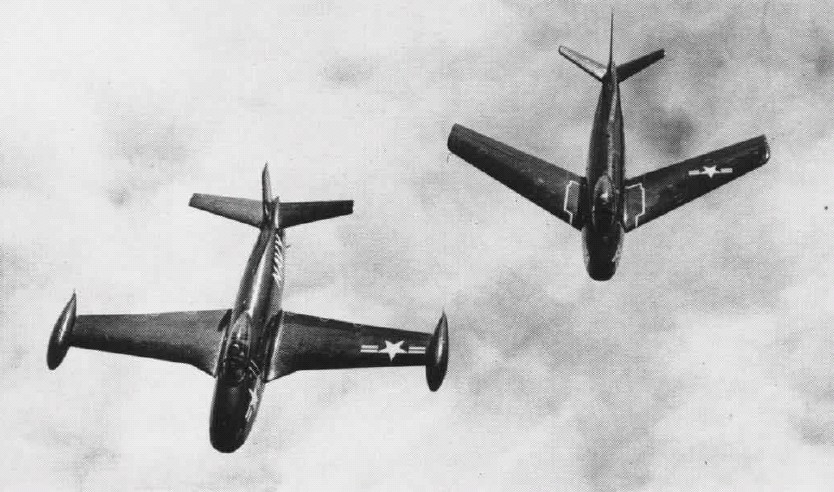
Un FJ-1 et FJ-2 en vol, en 1952.

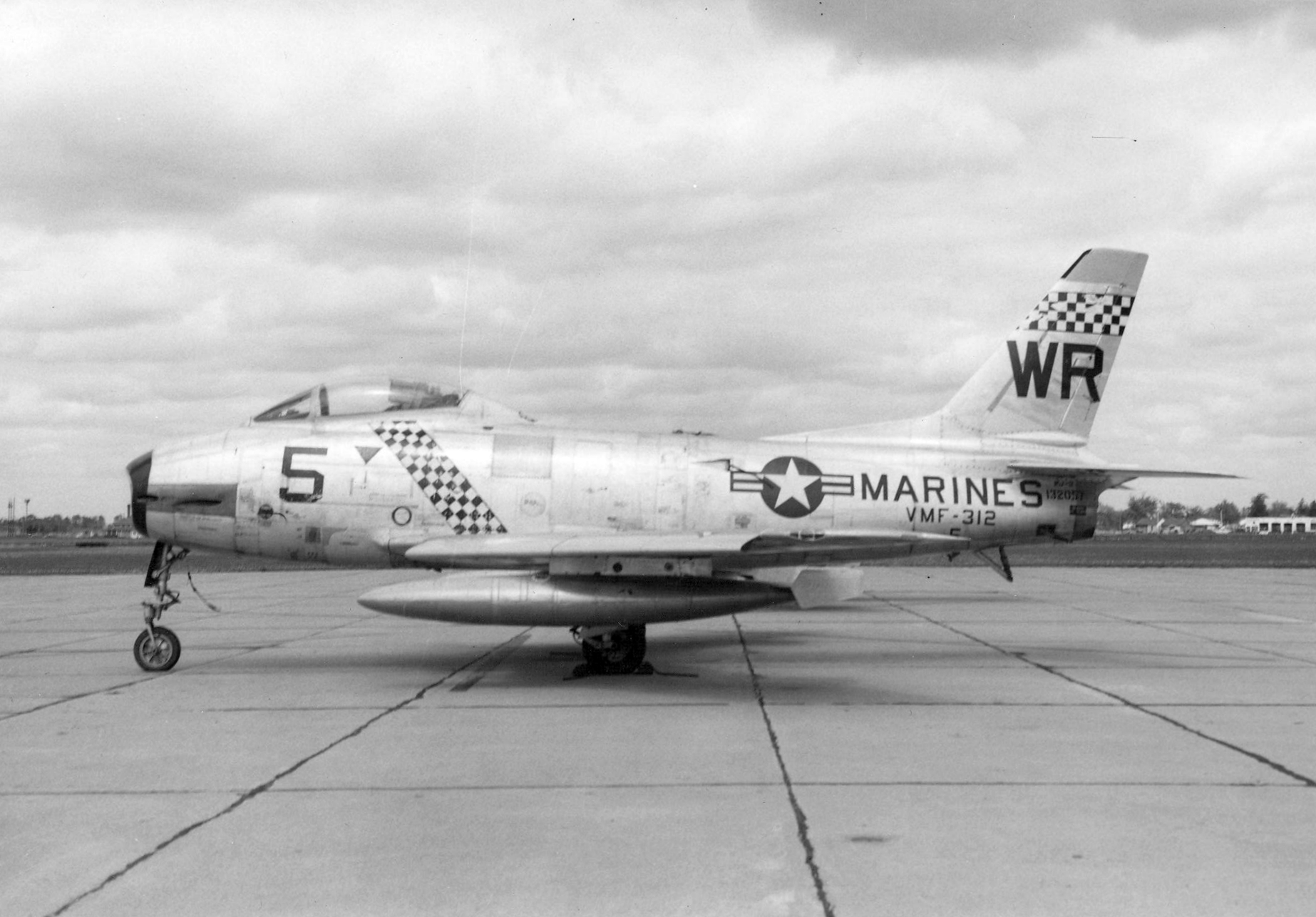
Un FJ-2 de l'escadron VMF-312 « Checkerboards » (United States Marine Corps Aviation).

En 1951, les chasseurs à ailes droites existants de la marine américaine étaient très inférieurs en performances aux MiG-15 à ailes en flèches soviétiques, alors en opération pendant la guerre de Corée. Les chasseurs à ailes en flèche de la marine américaine en cours de développement, parmi lesquels les Vought F7U Cutlass et Grumman F9F Cougar n'étaient pas encore prêts pour une mise en service.
Comme mesure temporaire, le Bureau of Aeronautics (BuAer) de la marine américaine commanda un développement direct des F-86E Sabre, sous le nom de FJ-2. Comme le F-86 n'avait pas été conçu pour être un avion embarqué, cette décision comportait des risques, mais les pilotes de la Navy avaient remarqué que le F-86A avait en fait une vitesse d'atterrissage plus faible que le F9F Panther. Pendant les essais de qualification sur porte-avions, la Navy informa la société Grumman que si la vitesse de décrochage du F9F-5 n'était pas réduite de 19 km/h, l'avion serait retiré des opérations embarquées dès que le FJ-2 effectuerait ses débuts au sein des escadrons de la Navy. L'ingénieur en chef de North American a cette période que le Sabre à ailes en flèche avait les caractéristiques de manœuvrabilité et de décrochage à basse vitesse comparables à celle des meilleurs appareils à ailes droites. L'urgence derrière le programme était telle que 300 chasseurs FJ-2 (nombre plus tard réduit à 200) furent commandés avant même que les prototypes aient volé.
Le premier prototype à prendre l'air fut en fait le troisième avion commandé : Désigné XFJ-2B et volant pour la première fois le 27 décembre 1951, il différait d'un F-86E-10 standard seulement par son armement, disposant de quatre canons Colt Mk.12 (en) de 20 mm à la place des six mitrailleuses Browning M3 de 12,7 mm du Sabre. Les deuxième et troisième appareils à voler furent désignés XFJ-2 et étaient dépourvus d'armement, mais étaient modifiés pour être utilisables sur les porte-avions : Ils étaient équipés d'une crosse d'appontage et d'une jambe de train avant allongée pour augmenter l'angle d'attaque de l'avion au décollage et à l'atterrissage, ainsi que d'équipements liés à l'utilisation de la catapulte. En août 1952, les essais sur porte-avions furent menés sur l'USS Midway (CV-41), suivis par les tests de qualification sur l'USS Coral Sea (CVA-43) en octobre-décembre 1952. Les résultats furent loin d'être satisfaisants : La maniabilité à basse vitesse fut jugée mauvaise, et la crosse d'appontage et la jambe de train avant n'étaient pas assez solides.
Le premier avion de production vola le 22 novembre 1952. Ce FJ-2 incorporait des modifications supplémentaires pour les opérations depuis les porte-avions : la voie du train d'atterrissage principal fut élargie de vingt centimètres, les panneaux extérieurs des ailes se repliaient vers l'avant, et le pare-brise fut modifié pour donner au pilote une meilleure vision pendant les approches à l'appontage. Le FJ-2 disposait aussi d'une gouverne de profondeur monobloc dépourvue de dièdre, qui résolvait les problèmes de compressibilité rencontrés à l'approche de la vitesse du son. Cette solution technique fut gardée secrète et les Soviétiques ne l'utilisèrent pas avant l'apparition du MiG-19, en 1953. À la suite des problèmes rencontrés pendant les lancements avec les catapultes à vapeur, quelques FJ-2 reçurent plus tard une jambe de train avant renforcée. Extérieurement, le FJ-2 était difficile à distinguer d'un F-86, excepté sa peinture aux couleurs de la Navy et les bouches des canons de 20 mm. Le moteur propulsant l'appareil était le General Electric J47-GE-2, une version navalisée du J47-GE-27 équipant le F-86F. Les modifications navales du FJ-2 avaient augmenté sa masse à vide d'environ 500 kg par-rapport à celle du F-86F, mais n'avaient malheureusement pas réussi à fournir un chasseur parfaitement adapté aux porte-avions. La décision avait déjà été prise de donner cet avion aux escadrons basés à terre de l'US Marine Corps.
La production fut ralentie en raison de la demande de F-86 pour la Corée. De ce fait, le FJ-2 ne fut pas produit en grandes quantités avant que ce conflit n'ait été terminé. Seuls sept avions avaient été livrés à la fin 1953, et il fallut attendre janvier 1954 pour que le premier exemplaire soit livré à un escadron des Marines, le VMF-122. La Navy préférait, elle, le F9F Cougar plus léger, en raison de ses meilleures performances à basse vitesse, plus adaptées à une exploitation depuis un porte-avions, et les 200 FJ-2 construits furent livrés à l'USMC. Les Marines effectuèrent plusieurs voyages à bord des porte-avions et tentèrent de résoudre les problèmes de maniabilité de l'avion, mais le FJ-2 ne parvint jamais à se montrer réellement satisfaisant. En 1956, le FJ-2 avait déjà disparu des unités de première ligne, et il fut retiré des unités de réserve en 1957.

### FJ-3

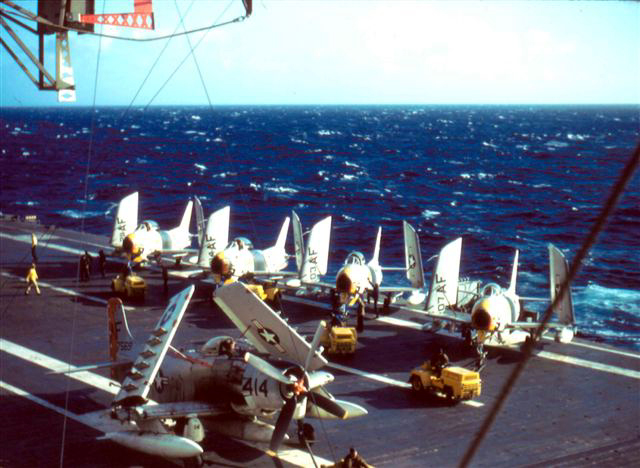
Quatre chasseurs-bombardiers FJ-6 de l'escadron VF-33 et un AD-6 de l'escadron VA-25 sur le pont de l' dans l'Atlantique Nord, en 1957.

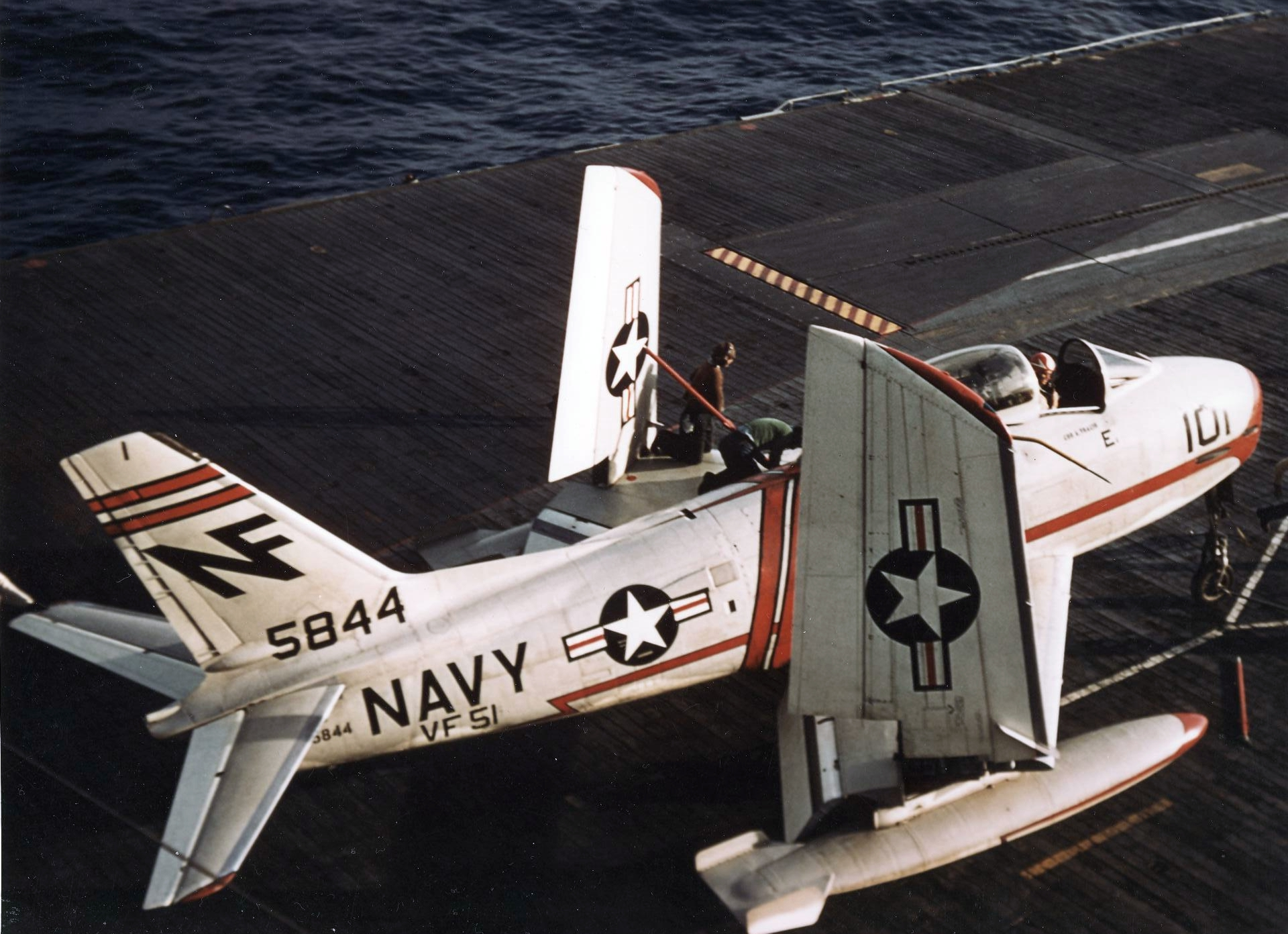
Un Fury de l'escadron VF-51 à bord de l'USS Bon Homme Richard (CV-31), en 1957.

En fait, alors même que le développement du FJ-2 était en cours, un développement avait été planifié pour une version propulsée par le turboréacteur Wright J65, une version produite sous licence du Sapphire britannique. Le Sapphire promettait une poussée 28 % supérieure à celle du J47, au prix seulement d'une très faible prise de poids. La nouvelle version fut désignée FJ-3, et une commande de 389 exemplaires fut passée en mars 1952.
Afin de tester le nouveau moteur, un exemplaire du FJ-2 fut modifié (le no 131931), mais le vrai premier FJ-3 de production vola le 3 juillet 1953. Le seul changement visible extérieurement lié à la présence du nouveau moteur était une entrée d'air frontale agrandie, pour s'accorder avec le débit d'air plus important de ce moteur. Les premiers FJ-3 possédaient la même aile que le FJ-2, mais à partir de 1955, le FJ-3 fut construit avec une aile désignée « 6-3 », dotée un bord d'attaque allongé de quinze centimètres à l'emplanture et d'environ huit centimètres à l'extrémité. Cette modification, introduite pour la première fois sur le F-86F, améliorait la manœuvrabilité au prix d'une légère augmentation de la vitesse d'atterrissage, parce-qu'elle nécessitait la suppression des becs de bord d'attaque initialement présents sur l'aile. La version appliquée au FJ-3 était différente de celle appliquée au F-86F, car la courbure fut appliquée à la partie inférieure du bord d'attaque pour améliorer les caractéristiques de manœuvrabilité à basse vitesse. Sur le FJ-3, les nouveaux bords d'attaque emportaient également du carburant supplémentaire. À partir du 345e exemplaire produit, les ailes furent équipées de quatre points d'emport pour charges externes, pouvant supporter 454 kg de charge sur les deux intérieurs et 227 kg sur les deux extérieurs.
Les livraisons commencèrent en septembre 1954, et le FJ-3 rejoignit la flotte en mai 1955. Un FJ-3 fut le premier chasseur à apponter sur le nouveau super-porte-avions USS Forrestal (CVA-59), en 1956. Des problèmes furent rencontrés avec le moteur J65, incluant des pannes de son système de lubrification lorsque l'avion était soumis à de fortes accélérations au catapultage ou pendant les manœuvres, ainsi que des casses des pales de turbine. Néanmoins, la Navy fut tout de même plus satisfaite du FJ-3 qu'elle ne l'avait été avec le FJ-2, et elle commanda 149 appareils supplémentaires en mars 1954. Grâce à son moteur plus puissant, le FJ-3 était supérieur à la plupart des versions du F-86, à l'exception du F-86H. Un total de 538 FJ-3 furent construits. Sur ces avions, 194 exemplaires furent modifiés en FJ-3M disposant de la capacité à emporter le missile air-air AIM-9 Sidewinder. Quelques FJ-3 furent plus tard modifiés pour contrôler les missiles de croisière à charge nucléaire Regulus et les drones-cibles KDU-1 et F9F-6K Cougar. En 1956, la Navy rééquipa tous ses FJ-3 avec un équipement de ravitaillement en vol de type « probe-and-drogue » (perche rigide + tuyau souple), consistant en une longue perche rigide installée sous l'aile gauche de l'avion.
À la suite de l'application du système tri-service de désignation des appareils militaires américains de 1962, le FJ-3 a vu sa désignation modifiée en F-1C.

## Versions

« Arbre généalogique » des différentes versions du Sabre et du Fury.

- XFJ-2 : Avion de tests et d'évaluation, construit à trois exemplaires ;
- FJ-2 Fury : Chasseur-bombardier monoplace, équipé d'ailes repliables et propulsé par un turboréacteur General Electric J47-GE-2. Produit à 200 exemplaires ;
- FJ-3 Fury : (Désigné F-1C après 1962) Chasseur-bombardier monoplace propulsé par un moteur plus puissant : Wright J65-W-2 de 34,7 kN ou J65-W-4 de 34 kN. Produit à 538 exemplaires ;
- FJ-3M Fury : (Désigné MF-1C après 1962) Version améliorée du FJ-3 disposant de la capacité à employer le missile air-air AIM-9 Sidewinder. 194 exemplaires du FJ-3 furent convertis en FJ-3M ;
- FJ-3D Fury : (Désigné DF-1C après 1962) Conversions en avion de contrôle pour les missiles de croisière Regulus et les drones-cibles KDU-1 ;
- FJ-3D3 Fury : (Désigné DF-1D après 1962) Conversions en avion de contrôle pour les drones-cibles F9F-6K Cougar.

## Utilisateurs
- États-Unis :
  - United States Navy
  - United States Marine Corps

## Exemplaires préservés
- FJ-2 no 132057 : Exposé à l'USS Hornet Museum à Alameda, en Californie[3] ;
- FJ-3 no 135481 : Exposé sur la Marine Corps Air Station Beaufort, en Caroline du Sud[10] ;
- FJ-3 no 135867 : Exposé au Planes of Fame Museum à Chino, en Californie[11] ;
- FJ-3 no 135868 : Exposé à l'Intrepid Sea-Air-Space Museum, à New York City[12] ;
- FJ-3 no 135883 : Exposé au Flying Leatherneck Aviation Museum (en) sur la Marine Corps Air Station Miramar, à San Diego, en Californie[13] ;
- FJ-3 no 136032 : Exposé sur Middleton Field (en) à Evergreen, en Alabama[14] ;
- FJ-3M no 136032 : Exposé au Hickory Aviation Museum (en) à Hickory, en Caroline du Nord[15].